# 何永芳 (越南)
何永芳（1926年9月17日—2010年1月13日），法學博士，:596越南共和國外交官、國際法專家，曾任越南共和國駐聯邦德國大使館代辦。

## 生平
1926年9月17日，何永芳出生於越南清化省壽春縣。

### 教育經歷
何永芳就讀於法國圖盧茲大學，:5961950年獲得公法博士學位，1951年獲得政治經濟學高等學習文憑。何永芳還持有圖盧茲上訴法院律師職業資格證書和海牙國際法學院文憑。

### 外交生涯
1951年至1953年，何永芳任越南駐巴黎高級專員公署新聞官。1957年，何永芳出任越南共和國駐聯邦德國大使館臨時代辦。:521962年8月，越南共和國總統宣佈在挪威奧斯陸開設越南共和國駐挪威大使館，由何永芳兼管該館。何永芳還兼任越南共和國駐丹麥公使館臨時代辦。

### 國際原子能機構
1961年至1963年，擔任國際原子能機構理事會越南候補代表。:596

### 晚年
2010年1月13日，何永芳在奧地利維也納逝世。